# Stempelen (werkloosheid)

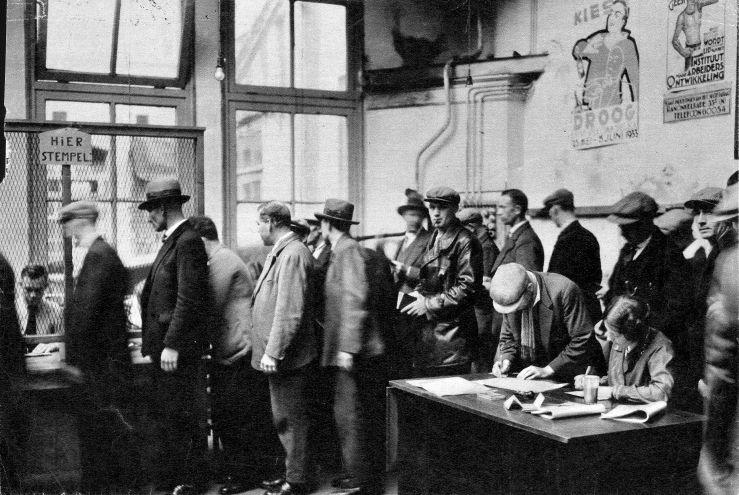
Werklozen in een stempellokaal in Amsterdam-Noord, 1933

Stempelen verwijst naar het verkrijgen van een stempel door werklozen in een stempellokaal. Dit was in het begin van de 20ste eeuw gangbaar, vooral in de jaren 30 tijdens de Grote Depressie. Werklozen moesten dit één of twee keer per dag doen om in aanmerking te komen voor een werkloosheidsuitkering. Het voorkwam ook dat werklozen zwartwerk konden verrichten. Werklozen ervoeren het stempelen vaak als vernederend.
Werklozen die lid waren van een vakvereniging, hadden het 'voorrecht' op een vast tijdstip te kunnen stempelen. Bovendien hoefden ze vaak niet naar een stempellokaal te gaan, maar konden ze terecht in het kantoor van de vakbond of bij een bestuurslid van de bond.